# Bedřich Jerie
Bedřich Jerie (5. ledna 1885 Nové Veselí – 27. října 1965 Ústí nad Labem) byl evangelický farář a spisovatel. Vyučoval též náboženství na středních školách. Za svého působení v Praze měl vliv na pozdějšího filozofa Ladislava Hejdánka.
Přehled působení:
- 1909-1913 farář Prosetín
- 1913-1920 farář Krabčice
- 1920-1923 farář Roudnice nad Labem
- 1923-1953 farář Praha-Vinohrady

Ve výslužbě byl od 1. října 1953, v letech 1938-1947 byl členem synodní rady Českobratrské církve evangelické, v letech 1939-1947 náměstkem synodního seniora.

## Knihy Bedřicha Jerie
- I slovo je čin. Praha 1946.
- Z pramenů života. Kalich Praha 1946.